# Карабиневич, Панас Сильвестрович
Панас Сильвестрович Карабиневич (укр. Панас Сильвестрович Карабіневич) (18 (30 января) 1897 — 15 мая 1964) — украинский актёр, режиссёр и театральный деятель.

## Биография
В 1913—1915 гг. учился в Подольской духовной семинарии (ныне Каменец-Подольский Хмельницкой области). В 1915—1916 воевал в русской императорской армии. После тяжелого ранения демобилизован. От 1917 — в театре Николая Садовского, с которым весной 1919 находился в границах ЗУНР, на Тернопольщине.
Остался на Галичине в зоне оккупации Польши, принял польское гражданство, актёр странствующей театральной труппы.
В 1932—1939 гг. возглавлял кооперативный театр в Тернополе, который ежегодно гастролировал по украинских воеводствах Речи Посполитой.
В 1939 году в зоне советской оккупации, новой властью назначен директором Тернопольского областного театра имени Ивана Франко, созданного из актёров театра Карабиневича и труп М. Комаровского и Богдана Сарамаги.
В 1940 году Карабиневич организовал передвижной театр в городе Бережаны.
В 1941 году похищен органами НКВД СССР, незаконно заключенный. Ходили слухи о его убийстве в тюрьме НКВД, что отражено в биографии художника в «Энциклопедии Украиноведения». Но Карабиневич был тайно приговорен к каторжным работам в концлагерях ГУЛАГ, где наказывался около 7 лет. После Второй мировой войны освобожден, но полностью не реабилитирован.
Работал методистом Тернопольского областного дома народного творчества, режиссёром Залещицкого и Чертковского самодеятельных театров, в 1951—1961 гг. — дирижёром Чертковского районного дома культуры, где поставил несколько спектаклей.
Умер 15 мая 1964 года, похоронен в Чорткове. Реабилитирован в 1989 году.

## Память
Именем Карабиневича назван самодеятельный народный театр в Чорткове.
В 1993 году на могиле актёра возведен памятник (скульптор Т. Невеселая)